# 多布林河
多布林河（烏克蘭語：Добринь），是烏克蘭的河流，位於該國西部捷爾諾波爾州，屬於戈倫河的右支流，發源自巴舒基，流經克列梅涅茨區，河道全長2公里。